# Convergence absolue
Pour les articles homonymes, voir Absolu.
En mathématiques, une série numérique réelle ou complexe {\displaystyle \sum u_{n}} converge absolument si, par définition, la série des valeurs absolues (ou des modules) {\displaystyle \sum |u_{n}|} est convergente. Cette définition peut être étendue aux séries à valeurs dans un espace vectoriel normé et complet, soit un espace de Banach.
Dans tous ces contextes, cette condition est suffisante pour assurer la convergence de la série {\displaystyle \sum u_{n}} elle-même.
Par analogie, l'intégrale d'une fonction à valeurs réelles ou complexes converge absolument si, par définition, l'intégrale de la valeur absolue (ou du module) de la fonction est convergente (fonction dans L1).
La convergence absolue des séries ou des intégrales est étroitement liée à la sommabilité (des familles ou des fonctions) : elle implique des propriétés plus fortes que la simple convergence.

## Série numérique absolument convergente
Une série à termes réels ou complexes {\displaystyle \sum a_{n}} converge absolument quand la série de terme général {\displaystyle |a_{n}|} converge. Dans ce cas, la série {\displaystyle \sum a_{n}} converge elle aussi et l'inégalité triangulaire se généralise en
{\displaystyle \left|\sum _{n=0}^{+\infty }a_{n}\right|\leq \sum _{n=0}^{+\infty }|a_{n}|}
Si la série est convergente, mais non absolument convergente, elle est dite semi-convergente.
Exemple
La série harmonique alternée {\displaystyle \sum _{n\geq 1}{\frac {(-1)^{n}}{n}}} est semi-convergente : on peut retrouver grâce au critère de Leibniz que {\displaystyle \sum _{n\geq 1}{\frac {(-1)^{n}}{n}}} est convergente, pourtant la série {\displaystyle \sum _{n\geq 1}\left\vert {\frac {(-1)^{n}}{n}}\right\vert =\sum _{n\geq 1}{\frac {1}{n}}} diverge en tant que série de Riemann de paramètre {\displaystyle 1\leqslant 1}.

### Comportement des séries à termes réels
Dans le cas où on a affaire à une série de réels, le théorème précédent possède une démonstration élémentaire, qui apporte des informations supplémentaires sur les comportements possibles.
Si les termes {\displaystyle a_{n}} de la série sont des réels, on peut séparer les termes positifs et négatifs. Il faut considérer pour cela les termes {\displaystyle a_{n}^{+}} partie positive et {\displaystyle a_{n}^{-}} partie négative du terme {\displaystyle a_{n}}
{\displaystyle a_{n}^{+}=\max(a_{n},0)\qquad a_{n}^{-}=\max(-a_{n},0)}
Ces deux termes sont positifs, l'un est nul, et l'autre égal à la valeur absolue de {\displaystyle a_{n}}. De sorte que
{\displaystyle a_{n}=a_{n}^{+}-a_{n}^{-}\qquad |a_{n}|=a_{n}^{+}+a_{n}^{-}}
Les séries {\displaystyle \sum a_{n}^{+}} et {\displaystyle \sum a_{n}^{-}} étant à termes positifs, leurs suites des sommes partielles sont croissantes ; elles convergent ou bien tendent vers l'infini. Convergence absolue et semi-convergence peuvent être formulées à l'aide de ces deux séries.
- Lorsque la série {\displaystyle \sum a_{n}} converge absolument, par comparaison de séries positives, les séries {\displaystyle \sum a_{n}^{+}} et {\displaystyle \sum a_{n}^{-}} convergent toutes deux, donc par linéarité la série {\displaystyle \sum a_{n}} aussi.
- Lorsque la série {\displaystyle \sum a_{n}} est semi-convergente, nécessairement les deux séries {\displaystyle \sum a_{n}^{+}} et {\displaystyle \sum a_{n}^{-}} divergent (chacune a une somme infinie). La convergence se fait donc par compensation entre les termes positifs et négatifs.

La propriété « absolue convergence implique convergence » peut ensuite être étendue aux séries à valeurs complexes en séparant de la même façon parties réelle et imaginaire.

### Propriétés des séries absolument convergentes
Si une série à termes réels ou complexes est absolument convergente, elle jouit des propriétés particulières suivantes, valables pour les sommes finies, mais généralement fausses pour les sommes infinies :
- Généralisation de la commutativité (voir Convergence inconditionnelle) : la convergence et la valeur de la somme ne dépendent pas de l'ordre des termes. Ainsi, si σ est une permutation de {\displaystyle \mathbb {N} }, la relation suivante est satisfaite :

{\displaystyle \sum _{n=0}^{+\infty }a_{\sigma (n)}=\sum _{n=0}^{+\infty }a_{n}}
Si la série est seulement semi-convergente, le théorème de Riemann montre qu'un changement de l'ordre des termes peut conduire à une série divergente, ou à une série convergente de somme arbitrairement choisie.
- Généralisation de la distributivité : le produit de Cauchy de deux séries absolument convergentes converge, en satisfaisant la relation

{\displaystyle \left(\sum _{p=0}^{+\infty }a_{p}\right)\left(\sum _{q=0}^{+\infty }b_{q}\right)=\sum _{s=0}^{+\infty }\left(\sum _{n=0}^{s}a_{n}b_{s-n}\right)}
Une autre façon d'obtenir ces propriétés pour des sommes infinies est de considérer la notion de famille sommable, très voisine de la propriété d'absolue convergence pour les séries numériques.

## Extension aux séries à valeurs vectorielles
Considérons le cadre plus vaste d'un espace vectoriel normé E. Une série à termes vectoriels {\displaystyle \sum a_{n}} converge absolument lorsque la série de terme général {\displaystyle \|a_{n}\|} converge. Sans autre précision, rien ne permet d'affirmer qu'une limite existe dans E. On peut seulement affirmer que si cette limite existe alors sa norme est majorée par {\displaystyle \sum \|a_{n}\|}.
Dans un espace de Banach, la convergence absolue d'une série implique sa convergence. Il s'agit en fait d'une équivalence : si E est un espace vectoriel normé dans lequel toute série absolument convergente est convergente, alors E est complet.

## Intégrale absolument convergente
De même, une intégrale :
{\displaystyle \int _{A}f(x)~{\rm {d}}x}
converge absolument si l'intégrale de sa valeur absolue correspondante est finie :
{\displaystyle \int _{A}|f(x)|~{\rm {d}}x<\infty .}